# 郗纯
郗純（？—？），字高卿，兗州金鄉縣人，唐朝官員。子郗士美。
郗纯被李邕、张九龄等人知遇，以词学见推重。与颜真卿、萧颖士、李华等人相友善。举进士，之后以书判制策，三中高第，历任拾遗、补阙、员外、郎中、谏议大夫、中书舍人。处事不回，被元载所忌。鱼朝恩以牙将李琮署为两街功德使。李琮横暴，在银台门侮辱京兆尹崔昭。郗纯去见元载抗论，以为国耻，请元载速论李琮之罪。元载不纳，郗纯于是以疾病辞官还东都，自号“伊川田父”，十年不出。清名高节，称于天下。唐德宗即位，崔祐甫辅政，召郗纯为太子左庶子、集贤殿学士。到京，以年老请求退休，三次上表。于是太子詹事致仕，东归洛阳。德宗召见，赞叹良久，赐金紫。公卿大夫都赋诗至都门饯行，士绅以为美谈。郗純有文集六十卷。